# Darryl van der Velde
Pour les articles homonymes, voir van der Velde.
Darryl van de Velde, né le 3 octobre 1951 et mort le 27 février 2024, est un joueur, entraîneur et administrateur australien de rugby à XIII.

## Biographie
Darryl van der Velde, naît le 3 octobre 1951.
Il a joué en club dans le Queensland en tant que deuxième ligne pour les Souths Logan Magpies, et a représenté son état à une occasion, en 1977.
Après sa retraite, il a entraîné l'équipe des Redcliffe Dolphins, dans la ligue de Brisbane entre 1986 et 1987, emmenant son club en finale deux fois, de manière consécutive. Il a ensuite été remplacé par Graham Olling..
En 1988, il entame une carrière d'entraîneur en Angleterre avec Castleford.
En 1992, son équipe est défaite par Wigan (12-28) lors de la finale de la Challenge Cup 1991-92, à Wembley. Il quitte le club à la fin de la saison 1992-1993.
Revenu en Australie, il est nommé directeur général d'un nouveau club de l'Australian Rugby League, les South Queensland Crushers. Il a ensuite entraîné Huddersfield, puis a rejoint les Warrington Wolves en mars 1997. Après cinq années passées au sein du club, sans remporter de trophée, il le quitte en 2001.
En 2013, Van de Velde est retourné en Australie pour devenir membre du conseil d'administration de la Queensland Rugby League.
Van de Velde est décédé le 27 février 2024, à l'âge de 72 ans.